# Andrea Kern
Andrea Kern (* 10. September 1968 in Heilbronn) ist eine deutsche Philosophin.

## Leben
Kern studierte an der Freien Universität Berlin, der Universität von Paris und der Ruhr-Universität Bochum Philosophie, Germanistik, Filmwissenschaft und Theaterwissenschaft. 1998 wurde sie an der FU zur Dr. phil. promoviert. 1997–1999 war sie wissenschaftliche Mitarbeiterin an der Universiteit van Amsterdam. Gast war sie an der University of Pittsburgh (1998/99) und der University of Chicago (2003/04). Von 1999 bis 2006 war sie wissenschaftliche Assistentin an der Universität Potsdam, an der sie sich 2004 habilitierte. 2007–2009 war sie Professorin für Kulturphilosophie an der Brandenburgischen Technischen Universität Cottbus-Senftenberg. Seit 2009 lehrt und forscht sie am Institut für Geschichte der Philosophie an der Universität Leipzig. Ihre Forschungsschwerpunkte sind Erkenntnistheorie, Philosophie der Wahrnehmung, Skeptizismus, Philosophische Anthropologie und Ästhetik. Das akademische Jahr 2014/15 verbrachte sie als Fellow am Wissenschaftskolleg zu Berlin. Seit Jahren widmet sie sich dem Deutschen Idealismus.

## Publikationen
- Schöne Lust. Eine Theorie der ästhetischen Erfahrung. Suhrkamp, Frankfurt am Main 2000.
- Quellen des Wissens. Zum Begriff vernünftiger Erkenntnisfähigkeiten. Suhrkamp Verlag, Frankfurt am Main 2006.

## Herausgaben
- mit Ruth Sonderegger: Falsche Gegensätze. Zeitgenössische Positionen zur philosophischen Ästhetik. Suhrkamp Verlag, Frankfurt am Main 2002.
- mit Christoph Menke: Philosophie der Dekonstruktion. Zum Verhältnis von Normativität und Praxis. Suhrkamp Verlag, Frankfurt am Main 2002.
- mit Christoph Menke: Raymond Geuss: Glück und Politik. Potsdamer Vorlesungen. Berliner Wissenschafts-Verlag 2004.